# Christian Miniussi
Christian Miniussi, född den 5 juli 1967 i Buenos Aires, är en argentinsk tennisspelare.
Han tog OS-brons i herrarnas dubbelturnering i samband med de olympiska tennisturneringarna 1992 i Barcelona.